# Firenze Castello
Firenze Castello (wł. Stazione di Firenze Castello) – stacja kolejowa we Florencji, w prowincji Florencja, w regionie Toskania, we Włoszech. Znajduje się w dzielnicy Castello na liniach Bolonia – Florencja i Florencja – Lukka.
Według klasyfikacji RFI ma kategorię srebrną.

## Linie kolejowe
- Linia Bolonia – Florencja
- Linia Florencja – Lukka